# Bartramidula glaziovii
Bartramidula glaziovii är en bladmossart som beskrevs av Jean Édouard Gabriel Narcisse Paris 1894. Bartramidula glaziovii ingår i släktet Bartramidula och familjen Bartramiaceae. Inga underarter finns listade i Catalogue of Life.